# Sad ibn Ubada
Sad ibn Ubada ibn Dulaym (àrab: سعد بن عبادة بن دليم, Saʿd b. ʿUbāda b. Dulaym, literalment ‘Nèctar Segellat’) o, més senzillament, Sad ibn Ubada fou un prominent sàhib i ansarí musulmà de Medina, cap dels Banu Khazraj.
Va participar en la segona promesa secreta a al-Àqabah. No fou fins després que els pelegrins de Medina van deixar la ciutat, que els mequins s'assabentaren de la reunió a al-Àqaba. Van perseguir als pelegrins però només aconseguiren agafar a Sad ibn Ubada. El van torturar, però més tard fou rescatat per Mutim ibn Adi i Hàrith ibn Harb, amb els quals tenia relacions de comerç. Tanmateix se l'envià junt amb Sad ibn Muadh als jueus Banu Quraydha per veure si els jueus havien trencat el seu tractat amb els musulmans.
Sad ibn Ubada morí durant el califat d'Abu-Bakr. Aquest fet es coneix per l'incident següent: Sad va dividir tota la seva riquesa entre els seus fills però, després de morir, la seva muller va donar a llum un fill, ja en època d'Abu-Bakr; aleshores, un matí el futur califa Úmar es va trobar Abu-Bakr i li va dir: «He passat la nit sense dormir a causa d'aquest nou fill de Sad, perquè el seu pare no ha deixat res per a ell», i Abu-Bakr va respondre: «Vejam, anem a veure Qays ibn Sad [fill de Sad ibn Ubada] i li parlarem sobre el seu germà»; tots dos se n'anaren a veure Qays, que també era un company del profeta Muhàmmad com el seu pare i un home d'honor; quan li ho explicaren, Qays va dir: «Pel que fa al que Sad ha fet, mai no ho invalidaré; però m'agradaria que vosaltres dos sapigueu que la meva porció és per al meu germà petit».